# 米徹·佩勒吉
米徹·佩勒吉（英語：Mitch Pileggi，1952年4月5日—）是美國的一位演員，他最著名的作品是在X檔案中飾演Walter Skinner角色。他出生在俄勒岡州波特蘭，畢業於德州大學奧斯汀分校。

## 外部連結
- 米徹·佩勒吉在互联网电影资料库（IMDb）上的資料（英文）